# Argyria supposita
Argyria supposita là một loài bướm đêm trong họ Crambidae.